# Symboliczne
Symboliczne, rejestr symboliczny, porządek symboliczny (fr. le symbolique, registre symbolique) – jedno z kluczowych pojęć w teorii francuskiego psychoanalityka Jacques’a Lacana, używane na określenie jednego z trzech – obok Realnego i Wyobrażeniowego – porządków ludzkiego istnienia i postrzegania. W najprostszej definicji oznacza pewien porządek zjawisk, które mają strukturę przypominającą strukturę języka.

## Narodziny pojęcia
Koncepcja trzech porządków wyłoniła się z wcześniejszych rozważań Lacana, między innymi z jego teorii fazy lustra (fr. stade du miroir). Według pierwotnych założeń, które Lacan przedstawił w 1936 r. podczas kongresu w Marienbadzie, jest to faza rozwoju, następująca między szóstym a osiemnastym miesiącem życia. Dzięki przejściu fazy lustra dziecko przestaje postrzegać siebie jako część matki i interpretować części swojego ciała jako rozproszone elementy, a zamiast tego w wyniku autoidentyfikacji ze swoim obrazem zaczyna widzieć się jako odrębną istotę.
Początkowo Lacan uznawał fazę lustra za etap w życiu dziecka, ale ostatecznie zaproponował traktowanie jej jako momentu kształtowania się podmiotowości, wpisanego na stałe w strukturę aparatu psychicznego.  Na podstawie tej koncepcji wypracował następnie podstawy teorii dotyczącej rejestru wyobrażeniowego jako typowej przestrzeni funkcjonowania ludzkiej psychiki przed przejściem fazy lustra. Ze względu na zainteresowanie Lacana Wyobrażeniowym ten etap rozwoju jego myśli bywa nazywany „okresem Wyobrażeniowego”.
Od około 1953 r. Lacan używa również dwóch pozostałych pojęć składających się na triadę: Symbolicznego i Realnego. Podczas kongresu w Rzymie Lacan wygłosił referat Funkcja i pole mówienia i mowy w psychoanalizie, w którym szczególny nacisk położony został na rejestr symboliczny. W Seminarium IV: La relation d'objet odwoływał się natomiast do wszystkich trzech porządków i wskazał zależności między nimi, sytuując Realne jako pojęcie graniczne względem Symbolicznego. Jednak po wystąpieniu w Rzymie Symboliczne na dłuższy czas staje się pojęciem dominującym w teorii Lacana. Wydarzenie  to uważane jest za umowny początek drugiego z okresów rozwoju myśli Lacana, który określany bywa jako „panowanie Symbolicznego” i który trwał aż do lat sześćdziesiątych.

## Dojrzała koncepcja Symbolicznego
Symboliczne funkcjonuje w teorii Lacana na dwa sposoby: jako rozbudowana struktura, sieć znaczących mediacji oraz jako określenie prawa, które umożliwia stworzenie takiej struktury. Porządek symboliczny jest autonomiczny, zewnętrzny wobec podmiotu i poprzedza jego istnienie. Podmiot, chcąc istnieć w świecie, musi więc w niego wejść i mu się podporządkować.
Faza lustra jest w dojrzałej koncepcji Lacana momentem ukonstytuowania się podmiotu i jego wejścia w Symboliczne. Dzieje się to poprzez naukę języka. Dziecko buduje idealny obraz siebie, przynależący do porządku wyobrażeniowego, ale gdy uczy się mówić, okazuje się, że nie jest w stanie siebie zrozumieć i dokładnie o sobie opowiedzieć. Wynika to z tego, że człowiek, żeby wyrazić siebie, musi mówić, ale podczas mówienia używa słów, które nie należą do niego, a pochodzą z uprzedniego wobec niego usymbolizowanego systemu. Przekonanie Lacana o konflikcie pomiędzy Wyobrażeniowym a Symbolicznym, który uniemożliwia podmiotowi samorozumienie, prowadzi do przekonania o wyalienowaniu podmiotu w świecie.
Symboliczne wiąże się przede wszystkim z dziedziną mowy, ale obejmuje też inne istniejące w świecie łańcuchy znaczących, takie jak na przykład prawo. Podmiot jest wpleciony w sieć symboli od zawsze, również po śmierci. Porządek symboliczny, czyli sieć zasad, praw, arbitralnie ustalonych znaczeń, daje złudzenie zakorzenienia w kulturze, ale równocześnie, mając konwencjonalny charakter, z tej kultury alienuje.
Slavoj Žižek przedstawia relacje między trzema porządkami poprzez metaforę gry w szachy. W takim rozumieniu Symbolicznym byłyby zasady gry: ruchy figur czy warunki, które trzeba spełnić, by osiągnąć zwycięstwo. Są one uprzednie wobec konkretnej partii szachów i konieczne, by móc zagrać. Na poziomie Wyobrażeniowego tym, co charakteryzuje figury, są ich nazwy – można je swobodnie zmieniać, pozostawiając bez zmian reguły gry. Realnym są natomiast czynniki zewnętrzne względem gry, ale mające wpływ na jej przebieg: inteligencja graczy czy nieprzewidziane okoliczności.
W 1972 r. Lacan, skupiony już wtedy przede wszystkim na próbach zdefiniowania Realnego (podczas „panowania Symbolicznego” definiowanego zwykle po prostu jako to, co nie poddaje się symbolizacji), używa do opisania zależności między trzema porządkami figury węzła boromejskiego. Podkreśla w ten sposób nierozerwalne związki między nimi i pokazuje, że Realne i Symboliczne mogą zawiązywać się dzięki Wyobrażeniowemu.

## Symboliczne a Wielki Inny
W koncepcji Lacana Symboliczne powiązane jest z figurą Wielkiego Innego. Jest to działający na poziomie porządku symbolicznego konstrukt, do którego podmiot przyrównuje się i przez który czuje się obserwowany. W praktyce może zostać zmaterializowany jako idea lub osoba, na przykład Bóg czy Sprawa.  W fazie lustra Wielki Inny utożsamiany jest z figurą Ojca, który jest równocześnie stróżem wszelkiego rodzaju Prawa, które potem będzie rządzić podmiotem w dalszym życiu.
Istotne jest jednak to, że Inny nie jest nigdy żadną konkretną osobą, drugim człowiekiem, a miejscem (locus), w którym konstytuuje się mowa i z którego podmiotowi zostają zadane pytania, wymiarem, który daje się odczuć w ludzkich doświadczeniach. Przynależy więc do Symbolicznego i sam ma charakter symboliczny.
Istotne jest rozróżnienie „Innego” pisanego wielką literą od „innego” zapisywanego literą małą. Ten pierwszy jest właśnie Wielkim Innym, symboliczną figurą. „Mały inny” natomiast jest innym rozumianym jako drugi podmiot - w fazie lustra dziecko zaczyna postrzegać siebie jako całość przede wszystkim poprzez odróżnienie siebie od świata zewnętrznego oraz osób go zapełniających. „Mały inny” związany jest także z triadą ja – obiekt – inny: na pewnym etapie rozwoju dziecko zaczyna pożądać obiektu, który posiada inny i próbuje go zdobyć albo poprzez utożsamienie się z tym innym (na przykład kiedy po uderzeniu kogoś mówi, że to ten ktoś je uderzył), albo poprzez reakcję agresywną.

## Rola Symbolicznego w terapii
Lacan przyznaje Symbolicznemu szczególną rolę w terapii psychonalitycznej. Ma ono pomóc podmiotowi w scaleniu swojego własnego obrazu poprzez rozpoznanie różnicy między tym, jak sam siebie określa w wyobrażeniowym a miejscem w sieci znaczeń, w którym umieszcza go Symboliczne.
Lacan przedstawia schemat analizy, którego elementem jest moment przejścia od porządku wyobrażeniowego do rejestru symbolicznego. Osoba poddawana terapii przedstawia psychoanalitykowi – pełniącemu funkcję figury symbolicznej, a nie reprezentującemu siebie jako konkretną osobę - wyobrażone przez siebie obrazy (na przykład symbole senne), po czym następuje ich interpretacja. Jest to proces symbolizacji, czyli przenoszenie treści z Wyobrażonego do Symbolicznego. Jego celem jest „doprowadzenie do uznania swojej własnej rzeczywistości, innymi słowy: swego własnego pragnienia”.
Tak przeprowadzona terapia nie zakłada jednak dojścia do prawdy obiektywnej ani zaadaptowania Realnego. Podmiot jest skazany na wieczne wyalienowanie, bo niemożliwe jest pełne samozrozumienie w Symbolicznym. Dlatego celem terapii, zwykle polegającej na wielokrotnym powtarzaniu symbolizacji, jest zgoda na uwikłanie w sieć znaczących. Brak absolutnego rozumienia jest nieusuwalnym doświadczeniem każdego podmiotu.

## Związki z innymi teoriami

### Die SymbolikFreuda ale symboliqueLacana
Pojęcia  „symbol” i „symboliczne” pojawiają się również w psychoanalizie Sigmunda Freuda, który jednak kładzie nacisk na kwestie inne niż te, które mają największe znaczenie w koncepcji Lacana. Dla Freuda istotne były powiązania między symbolem a tym, co on oznacza. W swojej teorii psychoanalitycznej zwracał uwagę na symbole senne, które miały jego zdaniem odsyłać do wypartych treści. Lacan podkreślał natomiast fakt istnienia struktury porządku symbolicznego, a to, do czego symbol się odwołuje, określał jako skażone bezpowrotnie Wyobrażeniowym i wtórne (nie pierwotne, jak według Freuda). Podczas gry Freud jako „symbolikę” określa ogół symboli, Lacan skupiał się na tym, w jaki sposób symbole te funkcjonują.

### Koncepcja znaku językowego Ferdinanda de Saussure’a
Wpływ na sposób myślenia Lacana o porządku symbolicznym wywarła teoria Ferdinanda de Saussure’a, który założył dwuczęściową naturę znaku językowego. Definiował go jako połączenie obrazu językowego (signifiant – znaczącego) i pojęcia, do którego ten obraz się odwołuje (signifié – znaczonego). Relacja między znaczącym i znaczonym ma zdaniem de Saussure’a charakter arbitralny: nie wynika z żadnego naturalnego związku między obrazem językowym a pojęciem, a jedynie z konwencji. Znak językowy jest więc niezależny od rzeczywistości. 
Innym istotnym elementem wpływającym na teorię Symbolicznego zaczerpniętym z koncepcji de Saussure’a jest przekonanie o systemowości języka. De Saussure definiuje język jako spójny system wzajemnych powiązań poszczególnych jego elementów. Konsekwencją takiego założenia jest między innymi słynna teza Lacana o tym, że nieświadomość jest ustrukturyzowana jak język (l'inconscient est structuré comme un langage).

### Antropologia strukturalna Claude’a Lévi-Straussa
Koncepcja Ferdinanda de Saussure’a została przeniesiona na grunt antropologii i etnografii przez Claude’a Lévi-Straussa, który zastosował aparat pojęciowy zastosowany przez de Saussure’a do języka na wszystkie przejawy kulturowej aktywności człowieka. Umożliwił w ten sposób badanie przez pryzmat strukturalizmu zjawisk takich jak relacje pokrewieństwa, hierarchie społeczne, rytuały, obrzędy czy tworzenie mitów.
Teoria Lévi-Straussa opierała się na przekonaniu, że kultura, tak jak badany przez de Saussure’a język, jest uporządkowaną strukturą. Zdaniem strukturalistów jest to dowodem na istnienie uniwersalnych struktur rządzących ludzkim umysłem. Lacan inspiruje się tym sposobem myślenia, szukając takich struktur w tym, co określane jest jako rzeczywistość.